# Marisa Matias
Marisa Matias, née le 20 février 1976 à Coimbra, est une femme politique portugaise, membre du Bloc de gauche. Elle est députée européenne de 2009 à 2024.

## Biographie
Elle est élue au Parlement européen lors des élections européennes de 2009, où elle siège au sein de la Gauche unitaire européenne/Gauche verte nordique. Elle est réélue en 2014. 
De 2014 à 2019, elle est présidente de la délégation pour les relations avec les pays du Machrek, dont elle reste membre jusqu'en 2024.
Elle est co-présidente de l'intergroupe du Parlement européen (en) « Biens communs et services publics » depuis décembre 2014.
Candidate de son parti lors de l'élection présidentielle de 2016, elle rassemble 10,13 % des suffrages exprimés et se classe troisième à l'issue du premier tour.
Réélue au Parlement européen lors des élections de 2019, elle devient vice-présidente du groupe GUE/NGL le 18 juillet 2019. Elle démissionne de son mandat en mars 2024.